# Christian Cappelen
Christian Cappelen (Drammen 26 januari 1846 - Oslo 11 mei 1916) was een Noors componist en organist.

## Achtergrond
Christian Cappelen werd geboren in het gezin van procuratiehouder van de rechtbank Christian Dorph von Cappelen (1792-1875) en diens tweede vrouw Alvilde Mathilde Dahl (1822-1895). Hij huwde in 1868 Ragnhild Sofie Thrane en kreeg voor zover bekend drie kinderen, die niet in de voetsporen van vader traden. Paul Thrane Cappelen werd kapitein op een stoomschip; Christiana huwde een consul en Eleonore huwde een kapitein van een stoonschip uit Bergen.

## Muziek
Zijn muzikale opleiding kreeg hij in drie jaar conservatorium Leipzig. Toen hij terugkwam speelde hij een tijdlang in de Stromso kerk en Bragernaeskerk. en Dresden. In 1875 ging hij nog studeren in Dresden, Berlijn en opnieuw Leipzig. Van 1887 tot 1916 was hij de organist van de Vår Frelsers kirke in Oslo en hield een stevige positie vast in de kerkmuziek. In aanvulling gaf hij concerten in het hele land, waarbij hij ook improviseerde. Van 1890 tot 1916 was hij docent op de theologische faculteit van de Universiteit van Oslo. Zijn stijl van componeren ligt in de romantiek zoals Felix Mendelssohn Bartholdy en Robert Schumann. Hij publiceerde liederen, werken voor piano, orgelpreludes en cantates. Zijn bekendste bijdrage aan de Noorse muziek is Min Herre har kalt meg.

### Werklijst
Bij druk werden niet altijd opusnummers meegegeven: 
- opus 2: Tre digte (Serenade, Aftenstemming, Oscar Hall) (voor zangstem en piano)
- opus 4: Sechs geistliche Lieder (1876)
- opus 5.1: Sukket (voor zangstem en piano)
- opus 6: Nattereisen (1878, ballade op tekst van Uhland, opgedragen aan zanger Simonsen)
- opus 9: Festmarsch in c-dur voor piano (1880, gecomponeerd naar aanleiding van het standbeeld voor Christian IV van Denemarken)
- opus 10: Fire albumblade (1880)
- opus 11: Festmarsch (voor piano; gecomponeerd voor koning Oscar II van Zweden en koningin Sophie
- opus 12: Nocturne in fis mineur voor piano (1882)
- opus 13: Fem sange (Hosten, Barcarole, Fordi jeg glemmer ikke denne vunde, Befrielsen, Ibsen; opgedragen aan Magna Sartz, 1883)
- opus 14: Fire sange (Saknaden, Kvinden, Skoven, Taylors song) (opgedragen aan Ida Basilier-Magelssen, 1883)
- opus 15: Mazurka-caprice (voor piano. Opgedragen aan Emma Thursby)
- opus 16: Trois morceaux voor piano (Serenata, Vue en Impromptu)
- opus 17 Zweite Mazurka-caprice voor piano
- opus 18: Quatre morceaux voor piano (Serenade, Wals, Berceuse en Chanson d’espoir)
- opus 19: 20 lette Preluder
- opus 20: Bon, Kerkaria voor sopraan en orgel of piano (1888)
- opus 21: Fantasie voor orgel over het koraal Lobet den Herrn, des mächtigen König)
- opus 22: Romance, elegie en humoreske voor piano (opgedragen aan Ole Olsen
- opus 24: 56 Preludes voor orgel, harmonium of piano
- opus 25: Tva improvisatas
- opus 26: 40 Orgelpreludier
- opus 28: 12 Postludes
- opus 29: Kantate ved Diakonissehusets 25. års-jubileum i Kristiania,  1894.
- opus 31: Romance (voor cello of viool met pianobegeleiding)
- opus 32: Romance
- Foraarshilsen voor piano
- Helberg-marsch
- Holberg-menuet
- Messebog for den norske Kirke (uitgegeven door Ludvig Mathias Lindeman)
- Menuet (opgedragen aan Marie Gjaever, 1888)
- kantate for soli, kor og orkester komponeret til åbningsfesten ved Industriudstillingen i Drammen 1873
- Improvisa over Den store hvide flok (voor orgel)
- Legende (voor orgel)
- Sechs geistliche Lieder voor gemengd koor
- Polka de Salon voor piano vierhandig
- Tre sange (1878, opgedragen aan Signe Hebbe, Skuket, Foraaorstro, I det fjerne
- Romance og scherzo (1868)

### Enkele concerten
- 13 oktober 1878: samen met Hedvig Winter-Hjelm en Signe Hebbe
- 5 november 1889; samen met Mally Lammers en Thorvald Lammers in de Vår Frelserskerk.

- Bibliothèque nationale de France: cb15968121t (data)
- Gemeinsame Normdatei: 143372661
- International Standard Name Identifier: 0000 0001 0992 0100
- Library of Congress Control Number: n2010045128
- Nationale Bibliotheek van Letland: 000349209
- MusicBrainz: e7428a7d-2f6e-433c-b712-66dbe872710a
- Virtual International Authority File: 79228334
- WorldCat: E39PBJyxhJqhxBRwmwyHtYgxjC